# 에일리언 (가공의 생물)

에일리언(alien)은 영화 에이리언 시리즈에 등장하는 가공의 외계 생명체이다.
일반적으로는 에일리언이라고 하는 명칭으로 지니고 있지만, 이 말은 일반 명사이기도 하다. 팬 창작 레벨에서는 생물학적으로 제노모프(xenomorph)라고 하는 명칭이 만들어져 사용되고 있다. 본래의 에일리언(alien)이라고 하는 단어는 이방인, 외국인의 의미였지만, 영화가 발표가 되고 그 후, 본래의 생식 환경이 아닌 인간의 세계에 들어간 외계인 혹은 외계 생물을 가리키는 표현으로서도 사용되게 되었다.
강한산성의 체액이나, 우주 공간 등의 진공에서도 생존 가능한 강인한 신체 능력, 강한 생존 본능으로부터, 제 1탄 에일리언에서는 완전 생물이라고 하여 어떠한 생물병기로서 만들어진 가능성이 시사되었다. 시리즈를 통해 이 생명체를 비밀리에 생물병기로 이용하려는 기업 웨이랜드에 맞서 이를 막으려고 하는 엘렌 리플리의 혈투가 그려졌다.
한편 에일리언 vs 프레데터에서는 이미 외계인 프레데터의 손으로 지구에 에일리언이 반입되어 있는 것으로 설정되어 있지만, 이것이 에일리언 시리즈 본편과 같은 세계의 사건이나 패러럴 월드인지 어떤지는 불명확하다.

## 생태
개미, 흰개미, 벌 등의 벌목과 종류의 사회성 곤충과 같이, 종족의 여왕인 에일리언 퀸을 중심으로 하여 번식한다. 대단히 독특하며 복잡한 번식과정을 가지고 있다. 여왕이 낳는 알에서는, 에일리언의 유체 그 자체가 아니라 기생체를 심기 위한 중간체인 페이스허거(facehugger→안면부착체)가 부화된다.
페이스허거는 기생하는 생물체의 얼굴에 붙어, 꼬리와 같은 기관으로 그 목을 졸라 생물체를 혼수 상태에 빠지게 한다. 다음에 생물체의 입에 관과 같은 기관을 삽입하여, 후에 성체가 되는 페이스허거 본체를 체내에 심는다. 페이스허거가 붙은 생물체는 코나 구 등이 찰 수 있는 스스로 호흡이 불가능한 상태에 빠지지만, 삽입한 기관을 사용해 페이스허거 자신이 공기를 보내기 위해 질식하지 않으며 혼수 상태가 된다.
그 후, 잠시 후에 페이스허거는 빈 껍질과 같이 되어 자연스럽게 기생하는 생물로부터 떨어진다. 생물체는 혼수 상태를 벗어나기까지 도달하지만, 그 사이에 심어진 기생체는 유체 체스트 버스터에까지 성장, 이것이 몸을 찢고 체외에 나오기 때문에 생물체는 사망한다. 체스트 버스터는 탈피를 반복해 급속히 성체 에일리언으로 성장한다. 에일리언은 기생하던 생물체의 성질을 일부 이어받기 때문에 성체에도 여러 가지 종류가 있으며 각기 다른 능력을 가지고 있다. 영화에서 숙주가 된 생물체는 인간, 개, 그리고 소가 있으며, 외전격에 해당하는 AVP시리즈에서는 또다른 외계 생명체인 프레데터를 숙주로 삼기도 했다.
성체가 된 에일리언은 수면을 취한다. 1탄에서는 탈출정의 파이프에서, 2탄에서는 둥지 안에서 수면을 취하고 있었다. 3탄과 4탄의 묘사는 숙주와 일반적인 사냥감은 구별하는 것으로 생각되며, 특히 여왕의 숙주는 죽이지 않는다.

## 성체의 특징
페이스허거가 어떤 생명체를 숙주로 삼느냐에 따라 종류는 다르지만, 성체의 생물적 특징에는 이하와 같이 묘사되어 있다. 설정상에는 신장 200cm, 체중 160kg로 나와 있다.

### 머리 부분
머리 부분은 전후에 홀쪽한 형상을 하고 있고, 일부는 반투명의 푸드로 덮여 있다(액션 씬에서 파손을 염려 및 제임스 카메론 자신의 취미에 의해 푸드가 생략 되었다). 머리 부분의 디자인은, 남성의 성기를 기본으로 하고 있다(에일리언의 디자이너 H.R 기거(Hans Ruedi Giger)가 사용하는 모티프).
얼굴에는 코나 귀, 눈 등은 존재하지 않고, 뺨도 없기 때문에, 바로 정면으로부터 마주본다고 입만이 웃고 있듯이도 보인다.

### 시각
1탄에 등장한 빅 체프는 안와(眼窩)를 가지고 있었지만, 안구는 없다. 뉴 본에는 안구가 발생하였다. 3편에서는 어안 렌즈와 같은 주관 시점이 등장했지만, 실제의 에이리언의 시각이 그와 같은 것인가는 확실하지 않다.
또한 PC게임 에일리언 vs 프레데터에서는 통상의 인간의 시각에 가지고, 후각에 의한 생체 페로몬의 감지를 표현한 아우라와 같은 표현을 더한 시각 효과가 채용되고 있어 이것을 사용하는 일로 프레데터의 광학 미채를 찢는 일도 할 수 있지만, 극중에서 그것이 묘사된 일은 없다. 덧붙여 극중에서 프레데터의 광학 미채를 간파한 일이 여러 번인가 있지만, 간파할 수 없었던 것도 있기 때문에, 통용되지 않다고 한다고도 단언할 수 없다. 에이리언 vs 프레데터의 노베라이즈에 의하면, 프레데터의 광학 미채에는 통상용과 에이리언용이 다수 있는 것 같다.

### 입
에이리언은 입속에 이너마우스로 불리는 제2의 턱을 가진다(인간과의 혼혈인 뉴본만 존재하지 않는다). 에일리언의 디자인의 본래 모티브가 남성의 성기라는 것을 감안하면, 대단히 색슈얼한 암시라 할 수 있다. 우트보, 수채의 구기나 카멜레온의 혀와 같이 신축하여, 구강 내에서 밖에 향하여 일직선에 수십 cm의 길이까지 뛰쳐나온다. 사출될 때의 기세에 의한 대상물에의 타격(및 관통)이나 그 후의 부착에 의해서, 주로 공격을 위해서 사용된다.그 사출력은 인간을 비롯한 생물의 골격은 물론, 금속도 관통하는 만큼 강력하다. 인간의 무기에서는 파괴 불가능한 프레데터의 금속도 파괴할 정도의 위력을 가지고 있다. 영화 AVP에서는 프레데터의 헬멧을 관통하여 살해하였다. 이빨은 인간의 물건에 지나치게 닮아 있어, 앞니나 송곳니에 해당하는 형상을 간파할 수 있다. 인간에 비해 송곳니가 길다. 이빨을 노출로 하고 있는 것이 많지만, 입술도 존재하고 있다. 영화 등에서는 흔히 이 입술이 말려올라가면서 이빨과, 타액을 떨어뜨리는 광경을 클로즈업함으로써 긴장감을 유발한다.
에일리언의 입은 발성기능이 있으며, 대단히 독특한 비명소리를 낸다. 이 입으로 음식을 섭취하느냐에 대해서는 영화 내에서 정확히 언급된 적은 없다.

### 손발
개체마다 조금씩 다르지만, 1편의 에일리언은 6개의 손가락을 가지고 있었으며, 또 4편에 등장한 에일리언은 검지와 중지가 특히 긴 등 영화마다 조금씩 다르게 묘사된다.
손발의 힘은 인간의 수준을 크게 상회한다. 특히 악력은 매우 강하고, 지극히 높은 순발력을 갖추고 있다. 손가락은 날카로운 손톱을 갖추고 있어 이것과 강한 악력을 동시에 사용하는 것으로, 아무런 요철이 없는 천정이나 벽에 붙는 것도 가능하다. 일부 일러스트에서는, 도마뱀 붙이와 같은 독특한 형태의 빨판을 그려넣기도 한다.
4편에 등장한 에일리언들의 발은 마치 조류와 비슷한 복잡한 구조의 역관절을 취하고 있었으나, 다른 작품에서는 인간과 흡사한 관절을 취하고 있다. 수영을 할 경우에는 팔 다리를 사용하지는 않고, 갈라파고스의 해양 도마뱀처럼 꼬리를 이용해 해엄친다.

### 꼬리
꼬리는 신장 이상으로 길다. 꼬리 끝은 칼 같이 예리한 형상을 하고 있고, 암석을 부술 정도의 힘과 경도를 가지고 있다. 전투 시 채찍처럼 사용하거나 창과 같이 찌르기도 한다. 꼬리 자체의 힘도 매우 강하고, 200Kg 혹은 그 이상의 중량을 가지는 프레데터를 들어 올릴 수 있다. 에일리언2에서는 사냥감을 찔러 마비독을 주입하는 일도 가능. 초기 디자인에서는 꼬리가 없었다.

### 외골격
페이스하거 및 체스트 버스터 형태의 외피는 하얀 단백질에 의한 구성이나, 체스트 버스터로부터 탈피를 반복해 성체로 성장하는 과정에서 단백질의 외피는 검은 외피로 변질한다는 설정이다. 온도나 습도의 환경변화에 적응하고 우주 공간등의 진공 상태에도 견디지만 외피는 그렇게 강하지는 못하다. 20세기 총기 또는 화기 등에 의해서 파괴될 수 있다. 프레데터와의 전투에서는 그들이 사용하는 레이더 디스크에 의해서 머리 부분 그 자체가 절단되었다. 2편 후반부에서의 묘사를 보면 권총등의 소구경 화기는 튕겨낼 수 있는 것으로 보인다.

### 체액
유체와 성체를 불문하고 체액은 노란 강산. 금속과 그 외의 모든 것을 부식시키는 성질이므로 함부로 공격하면 공격자도 큰 피해를 받는다. 더군다나 스스로의 출혈을 이용해 구속 상태를 벗어나거나 무기로서 사용한 예도 볼 수 있다. 당연히 에일리언 자신의 외골격은 녹지 않고, 에일리언 VS 프레데터 시리즈에서는 프레데터가 에일리언의 몸을 가공하여, 대 에일리언 무장을 하는 응용이 이루어졌다. 사망하면 체액이 산성으로부터 중화하는 설정이며, 무기로서 사용된 묘사로부터 위장과 같은 점막에 의한 체내 산성이 아니고 몸조직 자체가 근본적으로 산에는 녹지 않는다. 그러나, 「AVP2」의 마지막에서 폭우가 내리는 가운데 프레데리안과 서로 찔러 죽고 대량의 피를 받고 있던 클리너의 육체가 전혀 용해되지 않거나, 똑같이 빗속에서 살해당한 에일리언의 피로 물건이 녹는다고 하는 묘사가 전혀 없었다.
이 산 외에, 에일리언은 타액이나 전신으로부터 대량의 점액을 분비하고 있다. 작품내에서 타액은 산성을 띄지 않고 있다.

### 분비액
분비액으로 기하학적인 모양의 둥지를 구축하며, 그 부재료로 희생자를 구속하여 체스트 버스터를 기생시킨다. 어떻게 기생하는가는 확실치 않다. 1탄에서는 노스트로모 승무원이 고치화 된 장면을 촬영하였으나, 정작 본편에서는 편집되었고 차 후에 공개되었다. 둥지 모양으로 인해 에일리언을 구분할 수 없어, 침입자를 기습 할 수 있다.

### 신체 능력
유체 체스트 버스터나 페이스허거의 움직임은 민첩하다. 페이스허거는 강한 꼬리로 사냥감에게 달려들어 목을 조른다. 성체가 되면 민첩성은 더 높아지고 천정이나 마루 밑등을 자유자재로 돌아다닌다. 장소가 에이리언이 만들어낸 둥지 안이라면 더욱 그러하며, 매우 빠른 공격으로 적을 순식간에 해치운다.
맨손의 인간은 에일리언에게 상대가 전혀 되지 않으며. 프레데터를 쓰러뜨리는 일도 있다. 4편에서는 매우 가까운 거리에서 발사된 탄환을 몸만 틀어서 회피하는 등 반사 신경도 뛰어나다. 동작 탐지기에 탐지되지 않을 정도로 은밀하기도 하며 2탄에서는 갑자기 큰 떼로 기습한다(동작 탐지기에는 큰 떼가 갑자기 출현한 것처럼 나타났다) 호흡을 필요로 하지 않아 대기가 다른 환경이나 진공의 우주 공간에서도 생존할 수가 있다. 수영도 매우 능숙한 수준으로 가능. 그 외 특성으로 고열의 액체 금속이나 극저온의 액화질소에 노출되어도 손상을 입지 않는 견고한 내구성을 지녔다. 이는 작품 내에서도 과학자들의 주목을 끌게되어, 영화 4편에서는 그들의 피부를 바탕으로 새로운 합금을 만들려는 시도가 있었다.

### 지능
1편에서 '순수한 폭력성'을 가지고 있다 하며, 4편에서 학습능력도 우수한 수준. 이를 이용해 인간의 도구(작중에서의 스위치)를 이용하기도 했다.
기계의 동력을 끊는 정도의 지능이 있는데, 이것으로 작중에 등장하는 무인경비시설을 무력화시켰다. 여왕에 관해서는 알을 지키려고 하는 모성본능이 있으며, 어느정도 명령체계를 지닌 것으로 보인다. 동족끼리 제휴하여 집단전을 전개도 가능. 에일리언2에서는 알을 지키기 위해서 리플리를 포위하던 에일리언들을 물러나게 했으며, 에일리언4에서는 텔레파시와 같은 것으로 의사소통을 하고 있는 것이 시사되고 있지만, 극중에서 그것이 구체적으로 묘사된 일은 없다. 작품을 거듭할 때마다 높은 지능을 가지는 묘사가 많아져 최신작에서는 어느 정도의 의사소통을 하는 것으로 그려져 있다.

## 종류

### 유충계
- 페이스 허거
- 체스트 버스터

### 일반계
드론
워리어
프레토리언
퀸
엠퍼러스
펠러테인
퀸마더

### 하이브리드계
러너

고릴라 에일리언
불 에일리언
제노랙스

### 이물
뉴본
리플리 8

### 바리에이션
스토커
아라크노이드
스매셔
디펜더
돔
릿지
러커
스피터
보일러
크러셔
레이븐
크리샬리스
로얄 가드
레이저 클로
래비져
버서커 프레데일리언
K-시리즈

### 네임드
그리드/넷헤드
넘버 6
어보미네이션

### 프로토타입
디컨
네오모프
프로토모프

## 같이 보기
- 프레데터 (가공의 생물)